# Il messaggio nella bottiglia
Il messaggio nella bottiglia (in danese Flaskepost fra P) è un romanzo giallo noir scandinavo dello scrittore Jussi Adler-Olsen, pubblicato nel 2009. È il terzo libro dedicato alle vicende dell'investigatore Carl Mørck e della Sezione Q della polizia di Copenaghen.
Il libro ha vinto il premio Glasnyckeln nel 2010.

## Trama
.
La sezione omicidi di Copenaghen indaga su una serie di incendi dolosi con vittime rese irriconoscibili dalle fiamme. Per caso, Assad scopre che tutti i cadaveri hanno un segno sul mignolo della mano sinistra e dimostra così il legame tra questi atti criminali. In premio per l'importante passo avanti fatto nelle indagini, Marcus Jacobsen invia alla sezione Q un reperto passato dai colleghi della polizia scozzese: un messaggio trovato in una bottiglia vari anni prima, con una richiesta d'aiuto. Bottiglia e contenuto erano stati dimenticati e, nel frattempo,  avevano subito ulteriori danni. Con fastidio di Carl, ma con l'entusiasmo di Assad e Rose (che si dà malata e invia alla sezione la sorella gemella Yrsa), a poco a poco si identifica l'autore dello scritto: un ragazzo diciottenne sequestrato con il fratello minore. Ma nessuno ha denunciato il sequestro e, quando si identifica la famiglia colpita, costoro (gli Holt) sono emigrati in Svezia e affermano che due dei loro figli sono negli Stati Uniti. Solo per la tenacia di Carl e Assad (che attendono le mosse del signor Holt e lo seguono) si scopre che Poul, il figlio maggiore e autore del messaggio, è stato ucciso 13 anni prima, mentre il minore, Tryggve, vive nascosto e bandito dai familiari.
Nel frattempo una giovane, Mia, delusa dal marito e invaghita di Kenneth (un militare), vuole capire chi sia veramente l'uomo che ha sposato, rendendosi conto di non sapere nemmeno quale sia il suo lavoro. Scopre, frugando in una stanza che contiene una quantità di scatoloni, molto materiale inquietante (tra l'altro, anche ricerche sul suo passato, come se l'uomo avesse preordinato il loro matrimonio). Sconvolta, cerca di fuggire da Kenneth con il figlioletto di un anno e mezzo, ma ha la sfortuna di venire intercettata dal consorte e portata con l'inganno nella stanza, dove lui le fa crollare addosso i pesanti scatoloni. Convinta che morirà, nella sua prigione sente squillare il cellulare: è Ken che la chiama, ma lei non può rispondere.
Nel frattempo il marito ha preso il piccolo Benjamin e l'ha portato dalla sorella, di cui non aveva mai rivelato l'esistenza a Mia. Egli è la mente criminale che ha rapito, oltre ai fratelli Holt, varie altre coppie di fratelli. Il suo metodo è di chiedere un grosso riscatto alle famiglie, quindi di uccidere un ragazzo, lasciando vivo l'altro a testimonianza che qualsiasi denuncia sarà punita anche più crudelmente. Tutte le vittime di questo mostro provengono da famiglie inserite in qualche setta religiosa: secondo la mente distorta del criminale, ogni ragazzo rapito sarà un pericolo in meno per la società, perché contribuirà a spezzare il potere del fanatismo religioso. Figlio di un ecclesiastico, sorpreso a imitare Charlot per gioco, era incorso in brutali punizioni e, in seguito, aveva deciso di sparire, cambiando nomi, età e tratti del volto.
Eppure l'assassino stavolta è alle strette: Kenneth cerca Mia e prima o poi farà una denuncia; Isabel, temporanea amante del folle, scopre per caso il suo ultimo, duplice rapimento. Una serie di fatti molto violenti, morti e incidenti stradali rovinosi permette a Carl e Assad di trovare il  bandolo della matassa: i due riescono a scovare il nascondiglio dell'uomo e soccorrere i due ragazzi rapiti (Samuel e Magdalena). La comparsa improvvisa dell'uomo, armato di coltello, potrebbe essere fatale per i due, ma il ragazzo Samuel, riuscito a impadronirsi di un martello, colpisce l'uomo alla testa, in un'autentica esecuzione. Quando arrivano i soccorsi, l'uomo è morto senza aver rivelato la sua identità.
Nell'epilogo, Mia (che aveva rischiato di morire prima sotto il peso degli scatoloni, poi per aver appiccato lei stessa il fuoco alla montagna di cartone) ritrova dopo vari mesi il suo piccolo Benjamin. È già sposata con  Ken e, nel riprendersi il bimbo, conosce l'infelice sorella del mostro che aveva sposato: Eva è cieca per una disgrazia provocata dal fratello allora adolescente. Sperava di adottare Benjamin, cui si era affezionata. Non sarà così, ma tra le due donne, che tanto hanno sofferto per lo stesso uomo, è ora possibile un legame affettivo.

## Personaggi
- Carl Mørck, ispettore della polizia di Copenaghen. Separato dalla moglie Vigga, vive con il figliastro Jesper e un inquilino, Morten Holland. A questi si è aggiunto Hardy, sistemato nel salotto e accudito da Morten.
- Assad (Hafez el-Assad, più esattamente Assad el-Hafez), giovane siriano assegnato come aiutante a Carl.
- Rose Knudsen, poliziotta assegnata alla Sezione Q.
- Anker, Hardy Henningsen, colleghi di Carl, in servizio con lui durante una perquisizione. Sorpresi da una sparatoria, Anker è morto, Hardy è rimasto invalido e Carl ferito alla testa.
- Marcus Jacobsen, capo della squadra omicidi, superiore di Carl.
- Lars Biørn, vice di Marcus.
- Tomas Laursen, ex poliziotto, ha perso un braccio e lavora alla mensa.
- Mona Ibsen, psicologa della centrale di polizia.
- Yrsa, sorella gemella di Rose: la sostituisce in un  periodo di malattia.
- Charlot, uomo di cui non viene svelata l'identità. Mente criminale, ha la capacità di modificare il suo aspetto e cambiare nome, assumendo quelli più comuni. È un eccellente giocatore di bowling. Per i compagni di gioco e la famiglia si fa chiamare Klaus Larsen'.
- Mia Larsen, sposata con uno di cui non sa assolutamente nulla: (Klaus Larsen).
- Benjamin Larsen, figlio di Mia e Klaus, ha circa un anno e mezzo.
- Kenneth, soldato reduce dall'Iraq, innamorato di Mia.
- commissario Antonsen, indaga su incendi dolosi (e omicidi), dovuti alla lotta tra bande danesi e serbe.
- Martin Holt, padre di due figli rapiti; si è rifugiato in  Svezia.
- Poul Holt, ragazzo geniale, affetto da sindrome di Asperger, scomparso nel 1996.
- Tryggve Holt, rapito con il fratello Poul, vive in Svezia, ma bandito dalla famiglia.
- Isabel Jønsson, divorziata, diviene l'amante di Charlot.
- Karsten Jønsson, poliziotto, fratello di Isabel.
- Joshua (Jens Krogh), padre di famiglia.
- Rakel (Lisa), sua moglie.
- Samuel, Magdalena, due figli di Joshua e Rakel.
- Eva Breme, sorella di Charlot.

## Opere derivate
Nel 2016 è stato presentato il film Conspiracy of Faith - Il messaggio nella bottiglia, diretto da Hans Petter Moland, con Nikolaj Lie Kaas (ispettore Carl Mørck) e Fares Fares (Assad).

## Edizioni in italiano
- Adler-Olsen, Jussi, Il messaggio nella bottiglia, traduzione di Maria Valeria D'Avino, Venezia: Marsilio, 2013